# محطة اليوسفية البخارية
محطة اليوسفية البخارية هي محطة تعمل بالطاقة البخارية لإنتاج الطاقة الكهربائية.
والبخار هو ماء في الحقيقة، يتحوّل إلى هذه الحالة بفعل الحرارة، وله طاقة كبيرة في توليد الحركة، تزداد بمقدار ما ترتفع حرارة البخار وتزداد كميته.
وكانت شركة تكنوكروم اكسبورت الروسية قد ابرمت عقد لتنفيذ مشروع محطة كهرباء اليوسفية البخارية مطلع عام 1990، وهو يقع على مساحة 600 دونم في منطقة اليوسفية جنوب غرب بغداد، ويشتمل على مرحلتين، الأولى تتضمن بناء ثلاث وحدات توليدية سعة الواحدة 210 ميكاواط، والمرحلة الثانية تشمل على بناء (5) وحدات بالسعة ذاتها، لتكون الطاقة الإجمالية للمحطة 1680 ميكاواط، وقد توقف العمل نهاية عام 1990، وفي عام 1999 عقدت لقاءات واجتماعات عدة مع الشركة الروسية المذكورة لإعادة العمل في المشروع وتمويله عن طريق (مذكرة التفاهم)، وقد استأنفت عملها ثانيةً في بداية عام 2003, وبسبب أحداث عام 2003 وما رافقها من انهيار شامل للنظام السابق اضطرت الشركة إلى الانسحاب في أيلول من العام المذكور، اثر الأعمال الإرهابية، بعد أن أنجزت 34% من العمل، مما دعا الملاكات الهندسية والفنية في المشروع إلى الاستمرار في العمل لغاية أيلول من عام 2006، ورفعت نسبة الإنجاز في المشروع إلى 50% على الرغم من الظروف الأمنية الصعبة، حتى توقف العمل نهائياً بسبب اتخاذ القوات الأمريكي موقع المشروع مقراً لها.
وبعد الانسحاب الأمريكي من العراق اعيد العمل بالمحطة وجرى تجديد العقد المبرم بين الحكومة العراقية والشركات الروسية.